# Protocadhérine
Les protocadhérines (PCDH) sont des glycoprotéines, qui font partie de la famille des cadhérines.

## Structure
Elles présentent des structures particulières en boucle. Chez l'Homme, il y a environ 60 PCDH différentes.

## Fonctions
Elles interviennent dans le système nerveux central ainsi qu'au niveau du guidage axonal (PCDH10) permettant l'homéostasie et la morphogénèse.